# Lohja (Verwaltungsgemeinschaft)
Die Verwaltungsgemeinschaft Lohja (finnisch Lohjan seutukunta, schwedisch Lojo ekonomisk region) ist eine ehemalige Verwaltungsgemeinschaft (seutukunta) in der finnischen Landschaft Uusimaa. Zu ihr gehörte der nördliche Teil von Uusimaa rund um die namensgebende Stadt Lohja. Zum Jahresbeginn 2009 wurde die Verwaltungsgemeinschaft Lohja der Verwaltungsgemeinschaft Helsinki angeschlossen.
Zur Verwaltungsgemeinschaft Lohja gehörten zum Zeitpunkt ihrer Auflösung folgende sechs Städte und Gemeinden:
- Karjalohja
- Karkkila
- Lohja
- Nummi-Pusula
- Sammatti
- Vihti